# Aufidus biplagiatus
Aufidus biplagiatus är en insektsart som först beskrevs av Schmidt 1920.  Aufidus biplagiatus ingår i släktet Aufidus och familjen spottstritar. Inga underarter finns listade i Catalogue of Life.